# Prix Gaudí 2023
La 15e cérémonie des Prix Gaudí, organisée par l'Acadèmia del Cinema Català, se déroule le 22 janvier 2023 et récompense les productions de cinéma catalan sortis en 2022.
Le film Nos soleils (Alcarràs) de Carla Simón domine cette cérémonie avec quatre prix remportés dont ceux du meilleur film  en langue catalane, du meilleur réalisateur et du meilleur scénario original.

## Palmarès

### Meilleur film en langue catalane
- Nos soleils (Alcarràs) de Carla Simón
  - El fred que crema de Santi Trullenque
  - Nosaltres no ens matarem amb pistoles de Maria Ripoll i Julià
  - Suro de Mikel Gurrea

### Meilleur film en langue non-catalane
- Pacifiction : Tourment sur les Îles de Albert Serra
  - Un an, une nuit de Isaki Lacuesta
  - La maternal de Pilar Palomero
  - Creaturas (Mantícora) de Carlos Vermut

### Meilleur réalisateur
- Carla Simón pour Nos soleils (Alcarràs)
  - Albert Serra pour Pacifiction : Tourment sur les Îles
  - Isaki Lacuesta pour Un an, une nuit
  - Pilar Palomero pour La maternal

### Meilleur nouveau réalisateur
- Mikel Gurrea pour Suro
  - Avelina Prat pour Vasil
  - Carlota González-Adrio pour La casa entre los cactus
  - Laura Sisteró pour Tolyatti Adrift

### Meilleur scénario original
- Carla Simón et Arnau Vilaró pour Nos soleils (Alcarràs)
  - Albert Serra pour Pacifiction : Tourment sur les Îles
  - Mikel Gurrea et Francisco Kosterlitz pour Suro
  - Pilar Palomero pour La maternal

### Meilleur scénario adapté
- Isa Campo, Isaki Lacuesta et Fran Araújo pour Un an, une nuit
  - Oriol Paulo et Guillem Clua pour Les Lignes courbes de Dieu (Los renglones torcidos de Dios)
  - Raphaëlle Pérez, Carlos Marques-Marcet et Adrián Silvestre  pour Mi vacío y yo
  - Víctor Sánchez Rodríguez et Antonio Escámez Osuna  pour Nosaltres no ens matarem amb pistoles

### Meilleure actrice
- Vicky Luengo pour Suro
  - Anna Castillo pour Les Tournesols sauvages (Girasoles silvestres)
  - Bárbara Lennie pour Les Lignes courbes de Dieu (Los renglones torcidos de Dios)
  - Noémie Merlant pour Un an, une nuit

### Meilleur acteur
- Pol López pour Suro
  - Benoît Magimel pour Pacifiction : Tourment sur les Îles
  - Nahuel Pérez Biscayart pour Un an, une nuit
  - Oriol Pla pour Les Tournesols sauvages (Girasoles silvestres)

### Meilleure actrice dans un second rôle
- Ángela Cervantes pour La maternal
  - Anna Castillo pour Historias para no contar
  - Berta Pipó pour Nos soleils (Alcarràs)
  - Montse Oró pour Nos soleils (Alcarràs)

### Meilleur acteur dans un second rôle
- Àlex Brendemühl pour Historias para no contar
  - Eduard Fernández pour Les Lignes courbes de Dieu (Los renglones torcidos de Dios)
  - Enric Auquer pour Un an, une nuit
  - Josep Abad pour Nos soleils (Alcarràs)

### Meilleure révélation
- Carla Quilez pour La maternal
  - Albert Bosch pour Nos soleils (Alcarràs)
  - Xènia Roset pour Nos soleils (Alcarràs)
  - Zoe Stein pour Creaturas (Mantícora)

### Meilleure direction de production
- Elisa Sirvent pour Nos soleils (Alcarràs)
  - Clàudia Robert pour Pacifiction : Tourment sur les Îles
  - Laia Coll  pour Un an, une nuit
  - Mayca Sanz pour Suro

### Meilleur film documentaire
- El sostre groc de Isabel Coixet
  - Cantando en las azoteas de Enric Ribes
  - Oswald. El falsificador de Kike Maíllo
  - Tolyatti adrift de Laura Sisteró

### Meilleur film d'animation
- Tad l'explorateur et la table d'émeraude (Tadeo Jones 3: La tabla esmeralda) de Enrique Gato

### Meilleur court métrage
- Harta de Júlia de Paz
  - Demà ho deixem de David Moragas
  - El día que volaron la montaña de Alba Bresolí
  - Solo de Alberto Gross

### Meilleur téléfilm
- Sis nits d'agost de Ventura Durall
  - Alguns dies d'ahir de Kiko Ruiz Claverol
  - El metralla de Jordi Roigé

### Meilleure direction artistique
- Sebastian Vogler pour Pacifiction : Tourment sur les Îles
  - Isona Rigau Heras pour Suro
  - Laia Colet pour Un an, une nuit
  - Sylvia Steinbrecht pour Les Lignes courbes de Dieu (Los renglones torcidos de Dios)

### Meilleur montage
- Sergi Dies et Fernando Franco pour Un an, une nuit
  - Albert Serra, Artur Tort et Ariadna Ribas pour Pacifiction : Tourment sur les Îles
  - Ana Pfaff pour Nos soleils (Alcarràs)
  - Ariadna Ribas pour Suro

### Meilleure photographie
- Artur Tort pour Pacifiction : Tourment sur les Îles
  - Alana Mejía González pour Creaturas (Mantícora)
  - Daniela Cajías pour Nos soleils (Alcarràs)
  - Irina Lubtchansky pour Un an, une nuit

### Meilleure musique
- Raül Refree pour Un an, une nuit
  - Andrea Koch pour Nos soleils (Alcarràs)
  - Clara Aguilar pour Suro
  - Marc Verdaguer et Joe Robinson pour Pacifiction : Tourment sur les Îles

### Meilleurs costumes
- Alberto Valcárcel pour Les Lignes courbes de Dieu (Los renglones torcidos de Dios)
  - Anna Aguilà pour Nos soleils (Alcarràs)
  - Práxedes de Vilallonga pour Pacifiction : Tourment sur les Îles
  - Vinyet Escobar pour Creaturas (Mantícora)

### Meilleur son
- Amanda Villavieja, Eva Valiño, Alejandro Castillo et Marc Orts pour Un an, une nuit
  - Aitor Berenguer, Laura Díaz et Marc Orts pour Les Lignes courbes de Dieu (Los renglones torcidos de Dios)
  - Eva Valiño, Thomas Giorgi et Alejandro Castillo pour Nos soleils (Alcarràs)
  - Leo Dolgan et Xanti Salvador pour Suro

### Meilleurs effets visuels
- Laura Pedro pour Un an, une nuit
  - David Blanco pour Tad l'explorateur et la table d'émeraude (Tadeo Jones 3: La tabla esmeralda)
  - Lluís Rivera et Alex Villagrasa pour Les Lignes courbes de Dieu (Los renglones torcidos de Dios)
  - Lluís Rivera et Laura Pedro pour Valley of the Dead (Malnazidos)

### Meilleur maquillage
- Montse Sanfeliu et Carolina Atxukarro pour Les Lignes courbes de Dieu (Los renglones torcidos de Dios)
  - Alma Casal, Virginie Berland et Milou Sanner pour Un an, une nuit
  - Aurélie Vigouroux et Maryline Montibert pour Pacifiction : Tourment sur les Îles
  - Montse Sanfeliu et Jesús Martos pour Valley of the Dead (Malnazidos)

### Meilleur film européen
- Cinco lobitos de Alauda Ruiz de Azúa
  - Bergman Island de Mia Hansen-Løve
  - Julie (en 12 chapitres) de Joachim Trier
  - Petite Maman de Céline Sciamma

### Prix d'honneur
- Jaume Figueras

### Prix du public
- Nos soleils (Alcarràs) de Carla Simón